# Topospora obturata
Topospora obturata är en svampart som först beskrevs av Elias Fries, och fick sitt nu gällande namn av B. Erikss. 1970. Topospora obturata ingår i släktet Topospora och familjen Helotiaceae.   Inga underarter finns listade i Catalogue of Life.